# Mala Ilova Gora
Mala Ilova Gora este o localitate din comuna Grosuplje, Slovenia, cu o populație de 68 de locuitori.